# 留守
留守是古代漢字文化圈國家的官職之一，本指「留置駐守」之意。中国隋代以後，臨時駐守京師、陪都或險要地區之職，以其義稱「留守」，其職務即以軍事武力鎮守，並被賦予臨時的行政權責。

## 中國
中國歷史上皇帝、諸侯或君主出外時，常以太子、親王或大臣、官員等留守京師，或稱留守、留台、居守，無固定名稱。
隋煬帝時，始設置「留守」、「副留守」，遂成為官名。
唐高祖李淵曾任太原留守。唐太宗征討高句麗時，李世民以房玄齡為京城留守；武則天時常設西京長安留守，唐玄宗時常設東都留守，開元十一年（723年）以太原為北都，合東京洛陽、西京長安共稱為三都留守。
北宋宗澤曾是東京汴梁留守。
南宋建炎三年，兀朮率軍南下，建康行轅留守杜充竟不戰而降。
清代「盛京將軍」鎮守滿族發跡地奉天，相當於留守一職。
循古，民國初年有設留守一職，不久即廢。

## 日本
日本古代在定都平安京前，曾實施過複都制，在天皇駐在以外之都城設置「留守官」（日语：／ Ryūshukan, Rusukan */?；又稱為「留守司」）。1869年（明治2年）3月，明治天皇二度從京都行幸至東京，實際上是將首都遷往東京（雅稱為「東京奠都」）；為了安撫多居住在京都的公家階層、以及京都居民的不滿，明治新政府在同時在京都設置「留守官」，等同太政官在京都的分身。但1871年（明治4年）3月發生公卿謀反的「二卿事件」後，公家階層對遷都東京的反對聲浪逐漸降低，明治新政府遂於同年8月23日廢止京都的留守官職位，至此首都機能完全轉移至東京。

## 延伸阅读
[在维基数据编辑]
 《欽定古今圖書集成·明倫彙編·官常典·留守部》，出自陈梦雷《古今圖書集成》